# Margarida Pinto
Margarida Pinto é uma cantora portuguesa. É vocalista da banda Coldfinger e iniciou uma carreira a solo em 2005, com o álbum Apontamento.

## Discografia

### Álbuns de estúdio
- Apontamento (2005) (Zona Música, Lisbon City Records)[1]

### EP
- A Aprendizagem de Margarida Pinto (2009) (Optimus Discos)[2]

### Single
- Bendita Era Eu (2016)  (Sony Music Entertainment)

### Álbuns de tributo
- Amália Revisited (2005) (Difference) no tema "Estranha forma de vida (R-form)" com os Lisbon City Rockers.[3][4]
- Adriano, aqui e agora : o tributo (2005) (Movieplay) no tema "Charamba".[5][6]

### Álbuns com Coldfinger
- Lefthand (2000) (NorteSul)[7][8]
- Return to Lefthand (2001) (NorteSul)[9]
- Sweet Moods and Interludes (2002) (Zona Música, Lisbon City Records)[10]
- Supafacial (2007) (Zona Música / Lisbon City Records)[11]
- The Seconds (2013)[12][13]